# Incilius mccoyi
Espèce
Synonymes
- Bufo mccoyi (Santos Barrera & Flores Villela, 2011)

Incilius mccoyi est une espèce d'amphibiens de la famille des Bufonidae.

## Répartition
Cette espèce est endémique du Mexique. Elle se rencontre dans le sud-ouest du Chihuahua et dans l'est du Sonora dans la Sierra Madre occidentale.

## Étymologie
Cette espèce est nommée en l'honneur de Clarence John McCoy surnommé Jack McCoy (1935–1993).

## Publication originale
- Santos Barrera & Flores Villela, 2011 : A new species of toad of the genus Incilius from the Sierra Madre Occidental of Chihuahua, Mexico. Journal of Herpetology, vol. 45, no 2, p. 211-215.